# Pravilo trećine
Pravilo trećine je jedna od kompozicijskih tehnika u fotografiji i drugoj vizualnoj umjetnosti poput slikarstva.
Prema pravilu, slika je podijeljena u devet jednakih dijelova, i to dvjema horizontalnim i dvjema vertikalnim crtama jednako razmaknutima. Time nastaju četiri sjecišta u koja se obično smješta glavni objekt na slici. Ovakva kompozicija slici daje više energije, interesa i veću napetost, od jednostavnog smještanja objekta u centar, što može djelovati monumentalno, nepokretno i eventualno neinteresantno.
Kod horizonta, u pravilu trećine on se smješta na gornju ili donju horizontalnu crtu.
Sika na desnoj strani prikazuje kompoziciju po pravilu trećine. Horizont je smješten na gornju horizontalnu crtu čime je fotografija podijeljena na dva dijela, zemlja 2/3 i nebo u 1/3. Objekt je smješten u sjecišta, koja se nazivaju i engl. power point.
Dakle, prema pravilu trećine, za komponiranje se koriste trećine i sjecišta tih trećina.
Pravilo trećine se javilo oko 1845. godine, tada namijenjeno u slikarstvu.